# Esame nazionale di latino

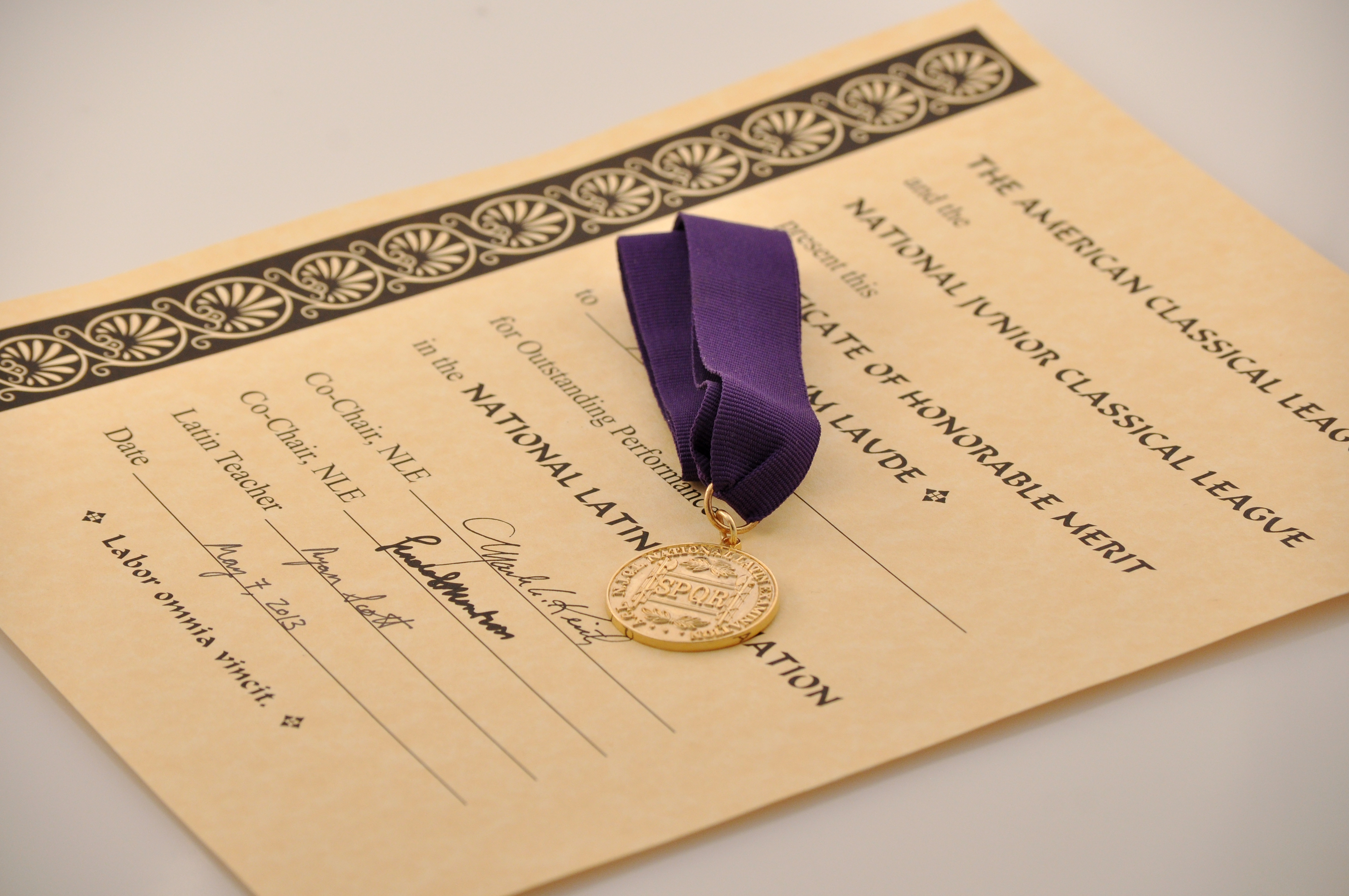
Medaglia d'oro e diploma

L'Esame nazionale di latino (in inglese: National Latin Examination) è un esame per attestare la propria conoscenza della lingua latina, organizzato dall'organizzazione statunitense American Classical League (e della sua filiazione National Junior Classical League).
Il superamento richiede una conoscenza generale della grammatica e del vocabolario latini, abilità di traduzione, nonché conoscenze di mitologia e costumi latini.

## Diffusione
L'esame è stato affrontato nel 2005 da più di 148.000 studenti in Australia, Belgio, Canada, Cina, Francia, Germania, Giappone, Italia, Niger, Nuova Zelanda, Polonia, Regno Unito, Stati Uniti, Svizzera e Zimbabwe.
Nel 2007 l'esame è stato anche disponibile in Bulgaria e Mozambico.

## Livelli

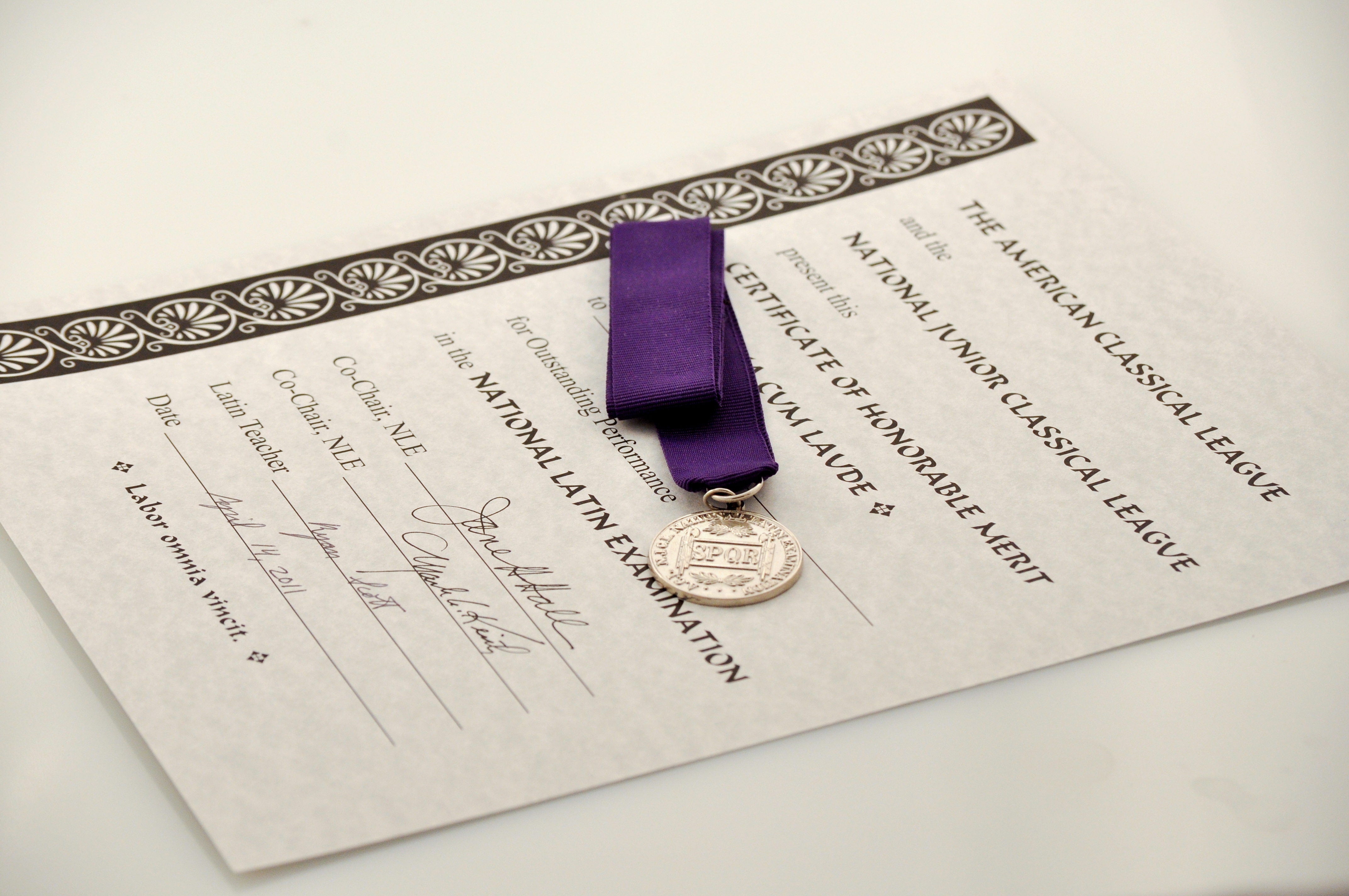
Medaglia d'argento e relativo certificato

Ci sono otto differenti esami che possono essere sostenuti:
- Introduzione al latino;
- Latino I;
- Latino II;
- Latino III;
- Latino IV prosa;
- Latino IV poesia;
- Latino V;
- Latino VI.

Lo studente può affrontare un livello superiore al totale degli anni di studio del latino, mentre non può sostenere un esame di livello inferiore ad esso.
L'esame Introduzione al latino è pensato per gli studenti che hanno ricevuto un'istruzione latina assai limitata. Esso tratta solo le prime due declinazioni, frasi semplici e mitologia dell'antica Roma di base.
Latino IV prosa e Latino IV poesia differiscono per il fatto che il primo contiene più prosa, quindi autori come Cicerone, mentre il secondo è orientato verso la poesia, presentando autori come Virgilio e Ovidio.
La sede attuale dell'Esame nazionale di latino è nella Tyler House all'Università Mary Washington.
Nel 2009 la sessione di esami si è tenuta nella settimana del 9 marzo.

## Struttura

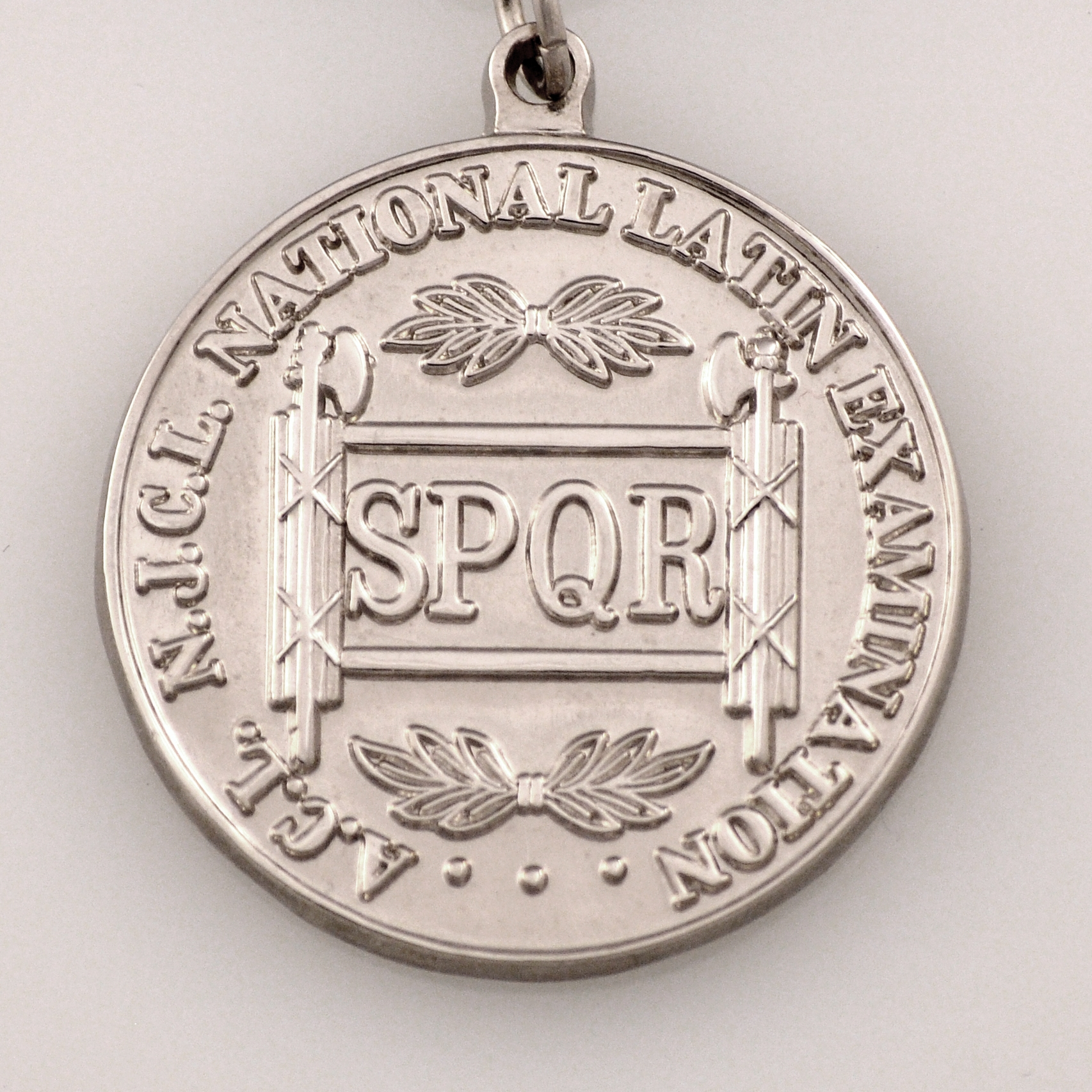
Medaglia d'argento del NLE

L'esame consiste in quaranta domande a risposta multipla, comprese sempre entro due categorie principali:
- Grammatica;
- Cultura e civiltà;

In quasi tutti i livelli dell'esame generalmente le prime venti domande circa riguardano la grammatica e il vocabolario latini, le successive dieci la cultura e la storia e le ultime dieci sono basate sulla comprensione di un passo latino allegato al questionario. Il punteggio dell'esame è assegnato in base al numero di risposte corrette, senza alcuna penalità per chi tira a indovinare.
Approssimativamente, sono necessarie trentacinque o più risposte corrette per ottenere la medaglia d'oro. Nel 2005, ad esempio, erano necessarie almeno trentasei risposte corrette.